# 洞冠水
洞冠水，位于中华人民共和国广东省北部，是连江右岸支流，发源于连南瑶族自治县南部的黄竹坳，蜿蜒东北流经连南县大麦山镇、寨岗镇、阳山县黎埠镇，于梨埠镇的洞冠村东北汇入连江。干流长57千米，河道平均比降4.09‰，流域面积655平方千米。